# Långås
Långås est un village en Halland, Suède. Le village a une population de 516 habitants (2005) y se situe en Morup paroisse.